# 关于费尔巴哈的提纲

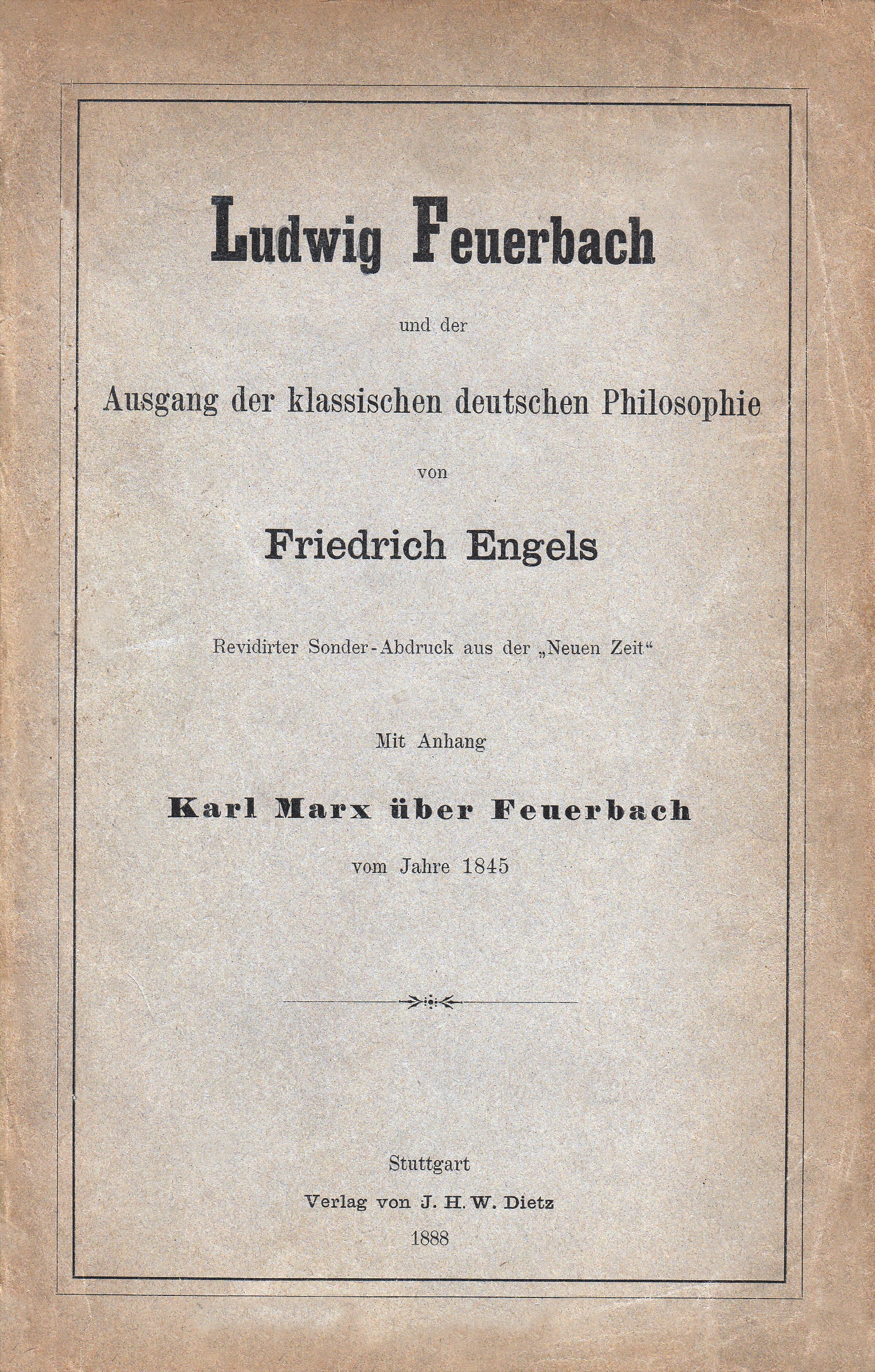
1888年的初版封面

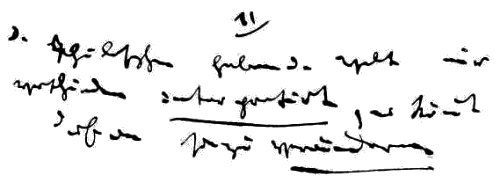
马克思手稿《费尔巴哈的提纲》原稿

《关于费尔巴哈的提纲》，为德国哲学家、共产主义理论的奠基人卡尔·马克思的一部手稿，共包含11节。

## 簡介
该手稿是馬克思於1845年春在比利时首都布鲁塞尔写的筆記:1。筆記在1844-1847年的筆記本中，標題為《1. 關於費爾巴哈》，馬克思生前並未付梓:1。1888年，恩格斯在整理《路德維希·費爾巴哈和德國古典哲學的終結》一書時把它作為附錄首次發表，標題為《馬克思論費爾巴哈》:1。思格斯在《路德維希·費爾巴哈和德國古典哲學的終結》的《1888年單行本序言》稱：馬克思「匆匆寫成的供以後研究用的筆記，根本沒有打算付印。但是它作為包含着新世界觀的天才萌芽的第一個文獻，是非常寶貴的……十一條關於費爾巴哈的提綱」:1。《提綱》有馬克思1845年的原稿本，恩格思1888年的修改本:1。

## 寫作原因
1831年和1834年法國里昂工人兩次起義、1836-1848年英國工人憲章運動、1844年德國西里西亞紡織工人起義先後失敗，需要有科學理論指導:1。為批判費爾巴哈哲學的錯誤:2。馬克思稱，「哲學家們只是用不同的方式解釋世界，而問題在於改變世界」:2。

## 沿革
《提綱》共11條:2。该手稿反映了其对费尔巴哈哲学体系的批判，并归类为“旧唯物主义”。文中，马克思还提出基于人类社会而非抽象人类的“新唯物主义”。其文中的第十一节“哲学家们只是用不同的方式解释世界，问题在于改变世界。”被刻在了马克思的墓碑上。

## 评价
恩格斯认为，“《关于费尔巴哈的提纲》作为包含着新世界观的天才萌芽的第一个文件，是非常宝贵的。”